# الجاحظ
أَبُو عُثْمَانَ عَمْرُو بْنُ بَحْرِ بْنِ مَحْبُوبِ بْنِ فَزَارَةَ اللَّيْثِيُّ الكِنَانِيُّ البَصْرِيُّ المعروفُ بالجَاحِظِ (159–255 هـ) أديب عربي كان من كبار أئمة الأدب في العصر العباسي، ولد في البصرة وتوفي فيها. وفي رسالة الجاحظ التي اشتهرت عنه مدح فيها نفسه حيث قال: «أنا رجل من بني كنانة، وللخلافة قرابة، ولي فيها شفعة، وهم بعد جنس وعصبة.»
كان ثمة نتوء واضحٌ في حدقتيه فلقب بالحدقي ولكنَّ اللقب الذي التصق به أكثر وبه طارت شهرته في الآفاق هو الجاحظ. عمّر الجاحظ نحو تسعين عامًا وترك كتبًا كثيرة يصعب عدها، وإن كان البيان والتبيين وكتاب الحيوان والبخلاء والمحاسن والأضداد أشهر هذه الكتب، كتب في علم الكلام والأدب والسياسة والتاريخ والأخلاق والنبات والحيوان والصناعة وغيرها.
«الفلسفة هي أداة الضمائر وآلة الخواطر ونتائج العقل وأداة لمعرفة الأجناس والعناصر وعلم الأعراض والجواهر وعلل الأشخاص والصور واختلاف الأخلاق والطبائع والسجايا والغرائز.»
قال ابن خلدون عند الكلام على علم الأدب: «وسمعنا من شيوخنا في مجالس التعليم أن أصول هذا الفن وأركانه أربعة كتب هي : أدب الكاتب لابن قتيبة، كتاب الكامل للمبرد، كتاب البيان والتبيين للجاحظ، وكتاب الأمالي لأبي علي القالي، وما سوى هذه الأربعة فتبع لها وفروع منها.»

## المولد والنشأة
ولد في مدينة البصرة نشأ فقيرًا، وكان دميمًا قبيحًا جاحظ العينين عرف عنه خفة الروح وميله إلى الهزل والفكاهة، ومن ثم كانت كتاباته على اختلاف مواضيعها لا تخلو من الهزل والتهكم. طلب العلم في سن مبكّرة، فقرأ القرآن ومبادئ اللغة على شيوخ بلده، ولكن اليتم والفقر حال دون تفرغه لطلب العلم، فصار يبيع السمك والخبز في النهار، ويكتري دكاكين الورّاقين في الليل فكان يقرأ منها ما يستطيع قراءته.
كانت ولادة الجاحظ في خلافة المهدي ثالث الخلفاء العباسيين سنة 150 هـ وقيل 159 هـ وقيل 163 هـ، وتوفي في خلافة المهتدي بالله سنة 255 هجرية، فعاصر بذلك 12 خليفة عباسيًا هم: المهدي والهادي والرشيد والأمين والمأمون والمعتصم والواثق والمتوكل والمنتصر والمستعين والمعتز والمهتدي بالله، وعاش القرن الذي كانت فيه الثقافة العربية في ذروة ازدهارها.
أخذ علم اللغة العربية وآدابها على أبي عبيدة مؤلف كتاب نقائض جرير والفرزدق، والأصمعي الراوية المشهور صاحب الأصمعيات وأبي زيد الأنصاري، ودرس النحو على الأخفش[ ؟ ]، وعلم الكلام على يد ابراهيم بن سيار بن هانئ النظام البصري.
كان متصلا - بالإضافة لاتصاله بالثقافة العربية - بالثقافات غير العربية كالفارسية واليونانية والهندية، عن طريق قراءة أعمال مترجمة أو مناقشة المترجمين أنفسهم، كحُنين بن إسحاق وسلمويه، وربما كان يُجيد اللغة الفارسية لأنه دوّن في كتابه المحاسن والأضداد بعض النصوص باللغة الفارسية. توجه إلى بغداد، وفيها تميز وبرز، وتصدّر للتدريس، وتولّى ديوان الرسائل للخليفة المأمون.

## ثقافته
كان للجاحظ منذ نعومة أظفاره ميلٌ واضحٌ ونزوعٌ عارمٌ إلى القراءة والمطالعة حَتَّى ضَجِرَتْ أُمُّهُ وتبرَّأت منه. وظلَّ هذا الميل ملازماً له طيلة عمره، حتَّى إنَّه فيما اشتُهِرَ عنه لم يكن يقنع أو يكتفي بقراءة الكتاب والكتابين في اليوم الواحد، بل كان يكتري دكاكين الورَّاقين ويبيت فيها للقراءة والنَّظر. ويورد ياقوت الحموي قولًا لأبي هفَّان ـ وهو من معاصريه ـ ما يدلُّ على مدى نَهَمِ الجاحظ بالكتب، يقول فيه: «لم أر قطُّ ولا سمعت من أحبَّ الكتب والعلوم أكثر من الجاحظ، فإنَّه لم يقع بيده كتاب قَطُّ إلا استوفى قراءته كائنًا ما كان ولا عَجَبَ إذ ذاك في أن يُفْرِد الصَّفحات الطِّوال مرَّات عدَّة في كتبه، للحديث عن فوائد الكتب وفضائلها ومحاسنها. والحقُّ أنَّه كان أشبه بآلة مصوِّرةٍ، فليس هناك شيءٌ يقرأه إلا ويرتسم في ذهنه، ويظلُّ في ذاكرته آمادًا متطاولة.
ولكن الجاحظ لم يقصر مصادر فكره ومعارفه على الكتب، وخاصَّةً أنَّ ذلك عادةٌ مذمومةٌ فيما أخبرنا هو ذاته وأخبرنا كثيرون غيره، إذ العلم الحقُّ لا يؤخذ إلا عن معلم، فتتلمذ على أيدي كثيرٍ من المعلمين العلماء واغتنى فكره من اتصاله بهم، وهو وإن لم يتَّفق مع بعضهم أو لم يرض عن فكرهم فإنَّهُ أقرَّ بفضل الجميع ونقل عنهم وذكرهم مرارًا بين طيات كتبه».
لقد تكوَّنَتْ لدى الجاحظ ثقافةٌ هائلةٌ ومعارف طائلةٌ عن طريق التحاقه بحلقات العلم المسجديَّة التي كانت تجتمع لمناقشة عددٍ كبيرٍ وواسعٍ من الأسئلة، وبمتابعة محاضرات أكثر الرِّجال علمًا في تلك الأيَّام، في فقه اللغة وفقه النَّحو والشِّعر، وسرعان ما حصَّل الأستاذيَّة الحقيقيَّة في اللغة العربيَّة بوصفها ثقافةً تقليديَّة، وقد مَكنَّهُ ذكاؤُه الحادُّ من ولوج حلقات المعتزلة المهتمّين بعلم الكلام.
ونظرًا لسعة علمه وكثرة معارفه وَصَفَهُ ابن يزداد بقوله: هو نسيج وَحْدِهِ في جميع العلوم؛ علم الكلام، والأخبار، والفتيا، والعربيَّة، وتأويل القرآن، وأيَّام العرب، مع ما فيه من الفصاحة.
وإن كان معاصرو الجاحظ من العلماء، على موسوعيَّة ثقافتهم، أقرب إلى التَّخصص بالمعنى المعاصر، فإن «تردُّد الجاحظ على حلقات التَّدريس المختلفة قد نجَّاه من عيب معاصريه ذوي الاختصاص الضَّيِّقِ. فهو بدرسه العلوم النقليَّة قد ارتفع فوق مستوى الكُتَّاب ذوي الثَّقافة الأجنبيَّة في أساسها القليلة النَّصيب من العربيَّة وغير الإسلاميَّة البتَّة»، ولذلك «لم يكتف بالتردُّد على أوساطٍ معيَّنةٍ بغية التَّعمق في مادَّة اختارها بل لازمَ كلَّ المجامع، وحضر جميع الدُّروس، واشترك في مناقشات العلماء المسجديين، وأطال الوقوف في المربد ليستمع إلى كلام الأعراب، ونضيف إلى جانب هذا التكوين، الذي لم يعد له طابع مدرسي محدود، المحادثات التي جرت بينه وبين معاصريه وأساتذته في مختلف المواضيع» وكان من أفضل الكتاب في ذلك الوقت.

## أساتذة الجاحظ
أما أساتذة الجاحظ الذي تتلمذ على ايديهم وَرَوَى عنهم في مختلف العلوم والمعارف فهم كثيرون جدًا، وهم معظم علماء البصرة إبَّان حياته، المظنون أنَّ الجاحظ لم ينقطع عن حضور حلقاتهم. ولكنَّ مترجميه يكتفون بقائمةٍ صغيرةٍ منهم غالبًا ما تقتصر على العلماء الأَجِلَّة المشهورين. ومهما يكن من أمر، وبناءً على بعض المصادر، نستطيع القول: إنَّ أهمَّ هؤلاء الأساتذة هم:
- ـ في ميدان علوم اللغة والأدب والشِّعر والرِّواية: أبو عبيدة معمر بن المثنَّى والأصمعي وأبو زيد بن أوس الأنصاري ومحمد بن زياد بن الأعرابي وخلف الأحمر وأبو عمرو الشَّيباني وأبو الحسن الأخفش[ ؟ ] وعلي بن محمد المدائني وزيد بن كثوة التميمي[13]
- ـ في علوم الفقه والحديث: أبو يوسف يعقوب بن إبراهيم القاضي ويزيد بن هارون والسري بن عبدويه والحجَّاج بن محمد بن حماد بن سلمه بالإضافة إلى ثمامة بن الأشرس الذي لازمه الجاحظ في بغداد.
- ـ في الاعتزال وعلم الكلام: أبو الهذيل العلاف والنظام ومويس بن عمران وضرار بن عمرو والكندي وبشر بن المعتمر الهلالي وثمامة بن أشرس النُّميري (17).

وثَمَّةَ علماء ومفكرون آخرون لا تقلُّ أهمِّيَّتهم عن هؤلاء، والجاحظ ذاته لم يَغفل عن ذكر معظمهم.
وإذا ما أضفنا إلى ذلك أصالة الجاحظ ونبوغه وألمعيَّته واتِّقاد قريحته، وجليل إسهامه وإبداعاته وجدناه يستحقُّ بجدارةٍ كاملةٍ كلَّ ما قاله فيه مريدوه ومحبُّوه والمعجبون به من تقريظاتٍ ساحرةٍ باهرةٍ، تكاد تبدو لمن لم يطَّلع على آثار الجاحظ وحياته وفكره أنَّها محض مبالغات. ومما أورده ياقوت الحموي، ويوجز فيه لنا ما سبق بلفظٍ أنيقٍ وتعبيرٍ رشيقٍ قوله: «أبو عثمان الجاحظ، خطيبُ المسلمين، وشيخُ المتكلِّمين، ومَدْرَهُ المتقدمين والمتأخِّرين. إن تكلَّم حكى سحبان في البلاغة، وإن ناظر ضارع النَّظَّام في الجدال، وإن جدَّ خرج في مسك عامر بن عبد قيس، وإن هَزَلَ زاد على مزبد، حبيب القلوب، ومزاج الأرَّواح، وشيخ الأدب، ولسان العرب، كتبه رياضٌ زاهرةٌ، ورسائله أفنانٌ مثمرةٌ، ما نازعه منازعٌ إلا رشاه أنفاً، ولا تعرَّض له منقوصٌ إلا قدَّم له التَّواضع استبقاءً. الخلفاء تعرفه، والأمراء تصافيه وتنادمه، والعلماء تأخذ عنه، والخاصَّة تسلِّم له، والعامَّة تحبُّه. جَمَعَ بَيْنَ اللسان والقلم، وبَيْنَ الفطنة والعلم، وبين الرأي والأدب، وبين النثر والنظم، وبين الذكاء والفهم، طال عمره، وفشت حكمته، وظهرت خلَّته، ووطئ الرِّجال عقبه، وتهادوا أدبه، وافتخروا بالانتساب إليه.

## منهجه العلمي

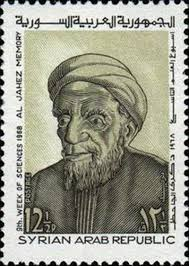
طابع بريد سوري صدر في سنة 1968م يظهر رسماً تخيلياً للجاحظ

انتـهج الجاحظُ في كتبه ورسـائله أسلوبًا بحثيًا أقلُّ ما يقال فيه إنَّهُ منهجُ بحثٍ علميٍّ مضبوطٌ ودقيقٌ، يبدأ بالشَّك لِيُعْرَضَ على النَّقد، ويمرُّ بالاسـتقراء على طريق التَّعميم والشُّـمول بنـزوعٍ واقعيٍّ وعقلانيٍّ، وهو في تجربته وعيانه وسماعه ونقده وشكِّه وتعليله كان يطلع علينا في صورةِ العالم الذي يُعْمِلُ عقله في البحث عن الحقيقة، ولكنه مع ذلك، استطاع برهافة حسِّه أن يصبغ على بحثه صبغة أدبيَّةً جماليَّة تُضفي على المعارف العلميَّة رواءً من الحسن والظَّرافة، يرفُّ بأجنحته المهفهفة رفرفة العاطف الحاني على معطيات العلم في قوالبها الجافية، ليسيغها في الأذهان ويحببها إلى القلوب، وهذه ميزة قلَّت نظيراتها في التُّراث الإنساني.

### الشك
لم يكتف أبو عثمان بالشَّك أساساً من أسس منهجه في البحث العلميِّ بل عَرَضَ لِمَكانة الشَّك وأهمِّيَّته من النَّاحية النَّظريَّة في كثيرٍ من مواضع كتبه، ومن أهم ما قاله في ذلك : «واعرف مواضع الشَّك وحالاتها الموجبة لها لتعرف بها مواضع اليقين والحالات الموجبة لـه، وتعلَّم الشَّك في المشكوك فيه تعلُّماً، فلو لم يكن في ذلك إلا تعرُّف التَّوقُّف ثُمَّ التَّثبُّت، لقد كان ذلك مما يُحتاج إليه. ثمَّ اعلم أنَّ الشَّكَّ في طبقاتٍ عند جميعهم، ولم يُجمعوا على أنَّ اليقين طبقات في القوَّة والضَّعف».
تتبيَّنُ لنا من ذلك مجموعةٌ من النِّقاط المهمَّة التي تفصح عن أصالة الجاحظ وتجلو ملمحاً من ملامح عبقريَّته، فهو لم يرد الشَّكَّ لمحض الشَّك، ولا يقبل أن يكون الشَّكُّ كيفما اتَّفق ولا في كلِّ أمرٍ على حدٍّ سواءٍ ولا بالطريقة ذاتها؛ إن الشَّك الجاحظيَّ، بهذا المعنى، لا يختلف البتة عن الشَّك المنهجيِّ عند الإمام الغزالي والفيلسوف الفرنسي رينيه ديكارت René Descartes، فكلُّ منهم أراد الشَّكَّ طلباً للحقيقة؛ الحقيقة الجلية الواضحة، التي لا تقبل تفاوتاً في الدَّرجات.

### النقد
إنَّ تتبـُّعَ كتب الجاحظ ورسائله يكشفُ لنا عن عقليَّة نقديَّةٍ بارعةٍ؛ نقديَّةٍ بالمعنى الاصطلاحي المنهجي وبالمعنى الشَّائع للانتقاد، فنقده بالمعنى الشَّائع يتجلَّى أكثر ما يتجلَّى في تهكُّمه وتعليقاته السَّاخرة التي لم يسلم منها جانبٌ من جوانب المعرفة ولا مخطئٌ أمامه أو واصلٌ إليه خبره، ومن ذلك مثلاً تهكُّمه بالخليل بن أحمد الفراهيدي من خلال علم العروض الذي قال فيه: «العروض علمٌ مردود، ومذهبٌ مرفوض، وكلام مجهول، يستكدُّ العقول، بمستفعل ومفعول، من غير فائدة ولا محصول».
أما نقده المنهجيُّ فما أكثر ما تجلَّى في كتبه ورسائله في تعامله مع مختلف الموضوعات المعرفيَّة؛ العلميَّة والأدبيَّة، ومن ذلك نقده لعلماء عصره ومحدِّثيه ورواته وفقهائه والعلماء السَّابقين، والشَّواهد على ذلك جدِّ كثيرة، تجعلنا حقًا في حيرة أمام اختيار واحد منها.
انتقد بعضهم اتجاه علماء الكلام نحو الأمور الطَّبيعية بالعناية والدِّراسة فقال: «لو كان بدلُ النَّظرِ فيهما النَّظرَ في التَّوحيد، وفي نفي التَّشبيه، وفي الوعد والوعيد، وفي التَّعديل والتَّجويد، وفي تصحيح الأخبار، والتَّفضيل بَيْنَ علم الطَّبائع والاختيار، لكان أصوب. فردَّ عليه الجاحظ ناقداً ادعاءه بقوله: العَجَبُ أنَّك عمدت إلى رجالٍ لا صناعة لهم ولا تجارة إلا الدُّعاءُ إلى ما ذكرت، والاحتجاجُ لما وصفت، وإلاَّ وضع الكتب فيه والولايةُ والعداوةُ فيه، ولا لهم لذَّة ولا همٌّ ولا مذهبٌ ولا مجازٌ إلاَّ عليه وإليه؛ فحين أرادوا أن يقسِّطوا بَيْنَ الجميع بالحِصص، ويَعْدِلوا بين الكلِّ بإعطاء كلِّ شيءٍ نصيبه، حَتَّى يقع التَّعديلُ شاملاً، والتَّقسيط جامعاً، ويظهر بذلك الخفيُّ من الحكم، والمستور من التَّدبير، اعترضتَ بالتعنُّت والتَّعجُّب، وسطَّرت الكلام، وأطلت الخطب، من غير أن يكون صوَّب رأيك أديبٌ، وشايعك حكيمٌ».
وبنظرةٍ عجلى في آثار الجاحظ «فإنك تراهُ وهو يطلق العنان لقلمه في جلِّ كتبه ـ يزيِّف الخرافات والتُّرَّهات في عصره وقبل عصره، ويورد عليك نقداته ومباحثاته، فيقطع في نَفْسك أنَّه لو جاء كثيرٌ مثله في عقلاء العلماء لخلت كتب الأقدمين من السَّخافات، إذ إنَّ الجاحظ نفسه يقول: ومما لا أكتبه لك من الأخبار العجيبة التي لا يجسر عليها إلا كلُّ وقاح أخبار ولذلك ما أكثر ما كان يستفتح الأخبار المغلوطة أو الأسطورية بقوله زعم فلان، وزعموا، ثُمَّ يُعَقِّبُ بتحليله ونقده «بعقلٍ راجحٍ، ونظرٍ صائبٍ، وأسلوبٍ سهلٍ عَذْبٍ متنوِّعٍ دقيقٍ فكهٍ، يَتَتَبَّعُ المعنى ويقلِّبُه على وجوهه المختلفة، ولا يزال يولِّده حَتَّى لا يترك فيه قولاً لقائل»

### التجريب والمعاينة
إذا كان النَّقد هو الخطوة اللاحقة على الشَّكِّ فإنَّ المعاينة والتَّجريب هي الخطوةُ المقترنة بالنَّقد والمتلازمة معه، وخاصَّةً في مسائل العلم الطَّبيعي، والجاحظ لم ينس هذه الخطوة ولم يتناسها بل جعلها عماداً لازماً من أعمدة منهجه البحثي، وقد بدا ذلك في اتجاهين؛ أولهما قيامه هو ذاته بالمعاينة والتَّجريب، وثانيهما نقل تجارب أساتذته ومعاصريه.

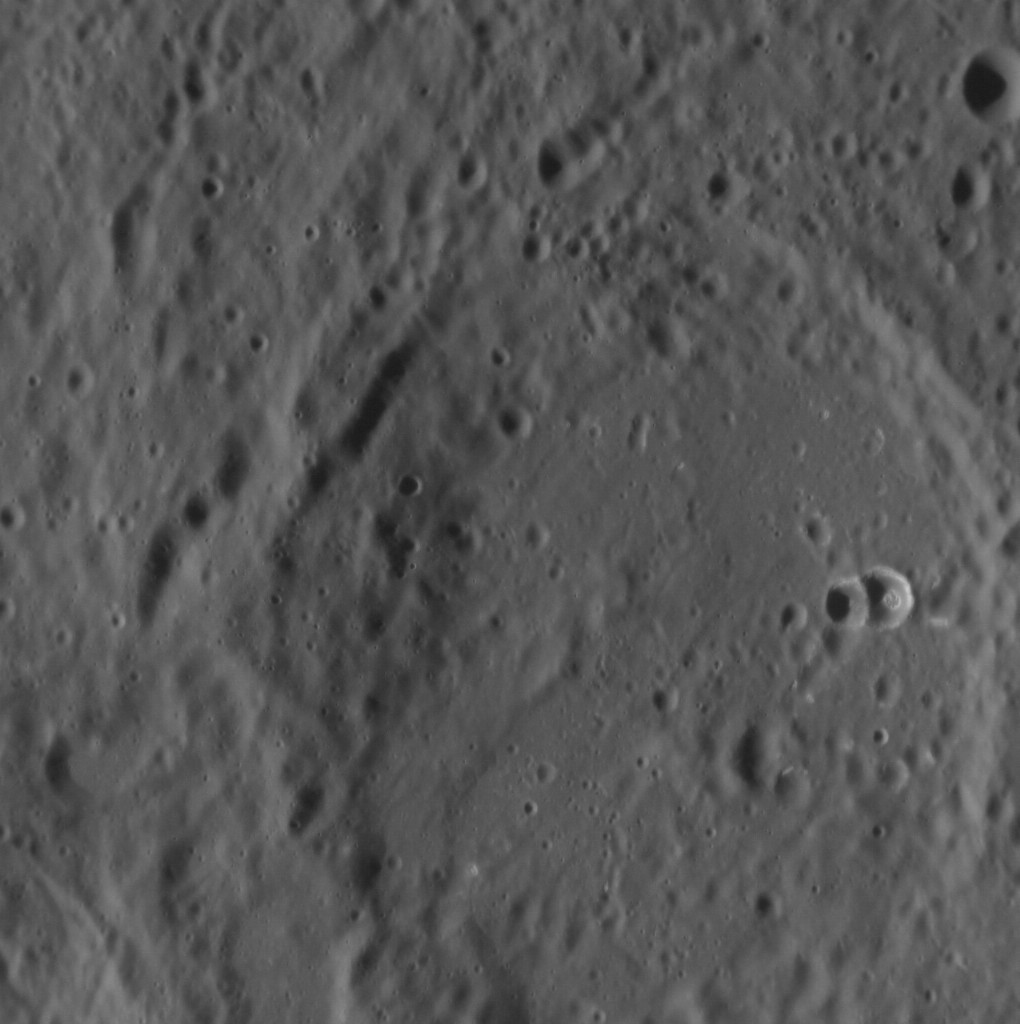
فوهة الجاحظ، فوهة صدمية على سطح كوكب عطارد، سُميت تيمُنًا به.

وقـد أجرى الجاحظ كما أخبرنا تجارب ومعايناتٍ كثيرةً للتَّثبُّت من معلومةٍ وصلت إليه، أو لنفي خبرٍ تناهى إلى سمعه ولم يستسغه عقله، والأمثلة على ذلك جدُّ كثيرة نذكر منها تجربته في زراعة شجرة الآراك وقصَّته الطَّويلة معها للتَّأكُّد مما قيل عن تكاثر الذَّرِّ عليها ويصف لنا بُرنيَّةَ زجاجٍ وُضِع فيها عشرون فأراً مع عشرين عقرب، وما فعلته العقارب بالفئران وكذلك عندما أجمع أناس، بينهم طبيبٌ، على أنَّ الجمل إذا نُحِر ومات والتمست خصيته وشقشقته فإنهما لا توجدان، فأرسل إلى جزَّار أن يأتيه بالخصية والشقشقة إذا نحر جملاً، ففعل، فلم يكتف بذلك، فبعث إليه رسولاً يقول: «ليس يشفيني إلا المعاينة» ففعل ودحض هذا الادعاء ولجأ أيضاً إلى تجريب بعض المواد الكيماويَّة في الحيوان ليعلم مبلغ تأثيرها فيها، وليتأكَّد مما قيل في ذلك ومما أورده من تجارب غيره تجربة أستاذه النَّظَّام عندما سقى الحيوانات خمراً ليعرف كيف يؤثِّر الخمر في الحيوان، ولم يكتف بنوعٍ واحدٍ بل جرَّب على عددٍ كبيرٍ من الحيوانات كالإبل والبقر والجواميس والخيل والبراذين والظِّباء والكلاب والسَّنانير والحيَّات وغيرها.
أما عن منهجه في معرفة الحلال والحرام فيقول : «إنما يعرف الحلال والحرام بالكتاب الناطق، وبالسنة المجمع عليها، والعقول الصحيحة، والمقاييس المعينة» رافضًا بذلك أن يكون اتفاق أهل المدينة على شيء دليلاً على حله أو حرمته؛ لأن عظم حق البلدة لا يحل شيئا ولا يحرمه، ولأن أهل المدينة لم يخرجوا من طباع الإنس إلى طبائع الملائكة «وليس كل ما يقولونه حقًا وصوابًا».
فقد كان الجاحظ لسان حال المعتزلة في زمانه، فرفع لواء العقل وجعله الحكم الأعلى في كل شيء، ورفض من أسماهم بالنقليين الذين يلغون عقولهم أمام ما ينقلونه ويحفظونه من نصوص القدماء، سواء من ينقلون علم أرسطو، أو بعض من ينقلون الحديث النبوي.
فإذا كان بعض فلاسفة الشرق والغرب فد وقفوا أمام أرسطو موقف التلميذ المصدق لكل ما يقوله الأستاذ فإن الجاحظ وقف أمام أرسطو عقلا لعقل؛ يقبل منه ما يقبله عقله، ويرد عليه ما يرفضه عقله، حتى إنه كان يسخر منه أحيانا.. ففي كتابه الحيوان يقول الجاحظ عن أرسطو وهو يسميه صاحب المنطق: «وقال صاحب المنطق: ويكون بالبلدة التي تسمى باليونانية» طبقون«، حية صغيرة شديدة اللدغ إلا أنها تُعالج بحجر يخرج من بعض قبور قدماء الملوك-، ولم أفهم هذا ولمَ كان ذلك؟!»
ويقول الجاحظ: «زعم صاحب المنطق أن قد ظهرت حية لها رأسان، فسألت أعرابيًا عن ذلك فزعم أن ذلك حق، فقلت له: فمن أي جهة الرأسين تسعى؟ ومن أيهما تأكل وتعض؟ فقال: فأما السعي فلا تسعى؛ ولكنها تسعى على حاجتها بالتقلب كما يتقلب الصبيان على الرمل، وأما الأكل فإنها تتعشى بفم وتتغذى بفم، وأما العض فأنها تعض برأسيها معًا. فإذا هو أكذب البرية».

## وفاته
ويتحدّث كتّاب السير عن وفاته في عام 868م الموافق لسنة 255 هـ وقد جاوز على التسعين سنة. وله مقالة في أصول الدين وإليه تنسب الجاحظية. وقد هدّه شلل أقعده وشيخوخة صالحة، عندما كان جالسا في مكتبته يطالع بعض الكتب المحببة إليه، فوقع عليه صف من الكتب أردته ميتاً، لقد مات الجاحظ مدفونا بالكتب والمجلدات، مخلفاً وراءه كتباً ومقالات وأفكاراً ما زالت خالدةً حتى الآن.

## مؤلفاته

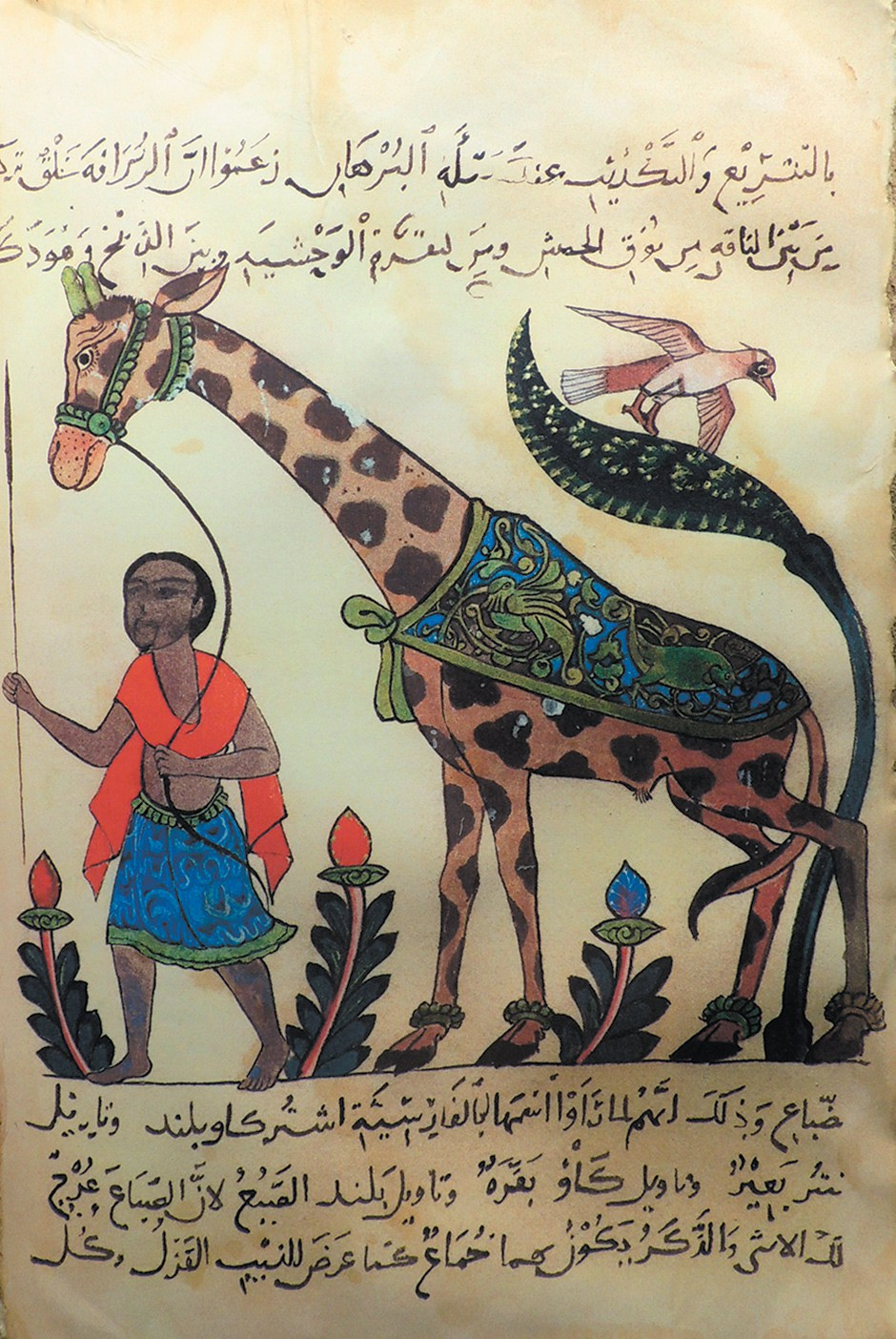
رسم زرافة من كتاب الحيوان.

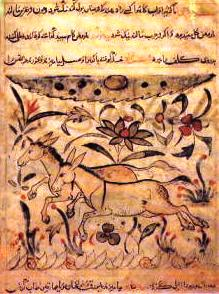
رسم لزوج حمار من كتاب الحيوان.

صنف الجاحظ ما يقارب 360 مؤلفا في موضوعات متنوعة.
- البيان والتبيين في أربعة أجزاء.
- كتاب الحيوان في ثمانية أجزاء.
- كتاب الزرع والنخل.
- كتاب الفرق بين النبي والمتنبي.
- كتاب المعرفة.
- كتاب جوابات كتاب المعرفة.
- كتاب مسائل كتاب المعرفة.
- كتاب المحاسن والأضداد.
- كتاب الرد على أصحاب الإلهام.
- كتاب نظم القرآن، ثلاث نسخ.
- كتاب المسائل في القرآن.
- كتاب فضيلة المعتزلة.
- كتاب الرد على المشبهة.
- كتاب الإمامة على مذهب الشيعة.
- كتاب حكاية قول أصناف الزيدية.
- كتاب العثمانية.
- كتاب الاخبار وكيف تصح.
- كتاب الرد على النصارى.
- كتاب الرد على العثمانية.
- كتاب امامة معاوية.
- كتاب إمامة بنى العباس.
- كتاب القيان.
- كتاب القواد.
- كتاب اللصوص.
- كتاب ذكر ما بين الزيدية والرافضة.
- كتاب المخاطبات في التوحيد.
- كتاب صناعة الكلام.
- كتاب تصويب على في تحكيم الحكمين.
- كتاب وجوب الإمامة.
- كتاب الأصنام.
- كتاب الوكلاء والموكلين.
- كتاب الشارب والمشروب.
- كتاب افتخار الشتاء والصيف.
- كتاب المعلمين.
- كتاب الجواري.
- كتاب نوادر الحسن.
- كتاب البخلاء.

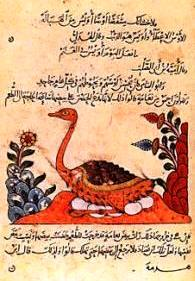
رسم نعامة من كتاب الحيوان.

- كتاب فرق ما بين بنى عبد شمس ومخزوم.
- كتاب العرجان والبرصان.
- تاب فخر القحطانية والعدنانية.
- كتاب التربيع والتدوير.
- كتاب الطفيليين.
- كتاب أخلاق الملوك.
- كتاب الفتيا.
- كتاب مناقب جند الخلافة وفضايل الأتراك.
- كتاب الحاسد والمحسود.
- كتاب الرد على اليهود.
- كتاب الصرحاء والهجناء.
- كتاب السودان والبيضان.
- كتاب المعاد والمعاش.
- كتاب النساء.
- كتاب التسوية بين العرب والعجم.
- كتاب السلطان وأخلاق أهله.
- كتاب الوعيد.
- كتاب البلدان.
- كتاب الاخبار.
- كتاب الدلالة على أن الإمامة فرض.
- كتاب الاستطاعة وخلق الافعال.
- كتاب المقينين والغناء والصنعة.
- كتاب الهدايا. منحول.
- كتاب الاخوان.
- كتاب الرد على من الحد في كتاب الله.
- كتاب آي القرآن.
- كتاب العاشق الناشئ والمتلاشي.
- كتاب حانوت عطار.
- كتاب التمثيل.
- كتاب فضل العلم.
- كتاب المزاح والجد.
- كتاب جمهرة الملوك.
- كتاب الصوالجة.
- كتاب ذم الزنا.
- كتاب التفكر والاعتبار.
- كتاب الحجة والنبوة.
- كتاب إلى إبراهيم ابن المدبر في المكاتبة.
- كتاب إحالة القدرة على الظلم.
- كتاب أمهات الأولاد.
- كتاب الاعتزال وفضله عن الفضيلة.
- كتاب الاخطار والمراتب والصناعات.
- كتاب أحدوثة العالم.
- كتاب الرد على من زعم أن الإنسان جزء لا يتجزأ.
- كتاب أبى النجم وجوابه.
- كتاب التفاح.
- كتاب الانس والسلوة.
- كتاب الحزم والعزم.
- كتاب الكبر المستحسن والمستقبح.
- كتاب نقض الطب.
- كتاب عناصر الآداب.
- كتاب تحصين الأموال.
- كتاب الأمثال.
- كتاب فضل الفرس على الهملاج.
- كتاب الأسد والذيب.
- كتاب الملوك والأمم السالفة والباقية.
- كتاب القضاة والولاة.
- كتاب العالم والجاهل.
- كتاب النرد والشطرنج.
- كتاب غش الصناعات.
- كتاب خصومة الحول والعور.
- كتاب ذوي العاهات.
- كتاب المغنيين.
- كتاب أخلاط الشطار.[16][17][18]

العديد من الرسائل التي حقق بعضا منها الدكتور عبد السلام هارون وطبعت تحت عنوان (رسائل الجاحظ (كتاب)).
ومن رسائله:
- رسالته إلى أبى الفرج بن نجاح في امتحان عقول الأولياء.
- رسالته إلى أبى النجم في الخراج.
- رسالته في القلم.
- رسالته في فضل إيجاد الكتب.
- رسالته في كتمان السر.
- رسالته في مدح النبيذ.
- رسالته في ذم النبيذ.
- رسالته في العفو والصفح.
- رسالته في اثم السكر.
- رسالته في الامل والمأمول.
- رسالته في الحلية.
- رسالته في ذم الكتاب.
- رسالته في مدح الكتاب.
- رسالته في مدح الوراقين.
- رسالته في ذمهم.
- رسالته فيمن تسمى من الشعراء عمرا.
- رسالته في فرط جهل يعقوب بن إسحاق الكندي.
- رسالته في الكرم إلى أبى الفرج بن نجاح.
- رسالته اليتيمة.
- رسالته في موت أبى حرب الصفار البصري.
- رسالته في الميراث.
- رسالته في كميات الكيمياء.
- رسالته في الاستبداد والمشاورة في الحرب.
- رسالته في الرد على الغولية.[17]

## كتاب البخلاء

غلاف كتاب البخلاء نسخة دار الطلائع.

كتاب البخلاء، وهو كتاب أدب وعلم وفكاهة. وهو من أنفس الكتب التي يتنافس فيها الأدباء والمؤرخون. فلا نعرف كتابا يفوقه للجاحظ، ظهرت فيه روحه الخفيفة تهز الأرواح، وتجتذب النفوس. تجلى فيه أسلوبه الفياض، وبيانه الجزل الرصين، وقدرته النادرة، على الصياغة النادرة، في أوضح بيان، وأدق تعبير، وأبرع وصف. ولا نعرف كتابا غيره للجاحظ أو لغيره، وصف الحياة الاجتماعية في صدر الدولة العباسية كما وصف: فقد أطلعنا على أسرار الأسر، ودخائل المنازل، وأسمعنا حديث القوم في شؤونهم الخاصة والعامة، وكشف لنا عن كثير من عاداتهم وصفاتهم وأحوالهم.
وقد كان الذي يغلب على الظن أن يكون الجاحظ قد كتب (كتاب البخلاء) وهو في سن الشباب، وإبان الفتوة، لأن هذه السن في الغالب سن العبث والسخرية، والتندر والدعابة، والتفكه بعيوب الناس. ولكننا نقرأ في كتاب البخلاء من الأخبار ما يحملنا على أنه كتب الكتاب أو جمعه وهو هرم، يحمل فوق كتفيه أعباء السنين.
والجاحظ يشير في طليعة كتاب البخلاء أنه قدمه إلى عظيم من عظماء الدولة، ولكنه لم يبح باسمه. وإننا نرجح أن يكون الكتاب كتب لواحد من ثلاثة، هم: محمد بن عبد الملك الزيات، وزير المعتصم والواثق، لما كان بينه وبين الجاحظ من وثيق الصلة، والفتح بن خاقان وزير المتوكل، لما أثر عن الفتح من الإعجاب بكتب الجاحظ، وحثه على التأليف في مختلف الشؤون، وابن المدبر، وقد كان للجاحظ صديقا حميما.
وقد صور الجاحظ في كتابه البخلاء الذين قابلهم وتعرفهم في بيئته الخاصة خاصة في بلدة مرو عاصمة خراسان، وقد صور الجاحظ البخلاء تصويراً واقعياً حسياً نفسياً فكاهياً، فأبرز لنا حركاتهم ونظراتهم القلقة أو المطمئنة ونزواتهم النفسية، وفضح أسرارهم وخفايا منازلهم وأطلعنا على مختلف أحاديثهم، وأرانا نفسياتهم وأحوالهم جميعاً، ولكنه لا يكرهنا بهم لأنه لا يترك لهم أثراً سيئاً في نفوسنا. قصص الكتاب مواقف هزلية تربوية قصيرة والكتاب دراسة اجتماعية تربوية نفسية اقتصادية لهذا الصنف من الناس وهم البخلاء.
لكتاب البخلاء أهمية علمية حيث يكشف لنا عن نفوس البشر وطبائعهم وسلوكهم علاوة على احتوائه على العديد من أسماء الأعلام والمشاهير والمغمورين وكذلك أسماء البلدان والأماكن وصفات أهلها والعديد من أبيات الشعر والأحاديث والآثار فالكتاب موسوعة علمية أدبية اجتماعية جغرافية تاريخية.

## وصلات خارجية
- الجاحظ على موقع الموسوعة البريطانية (الإنجليزية)